# ГШГ
ГШГ-7,62, (заводской индекс ТКБ-621, Индекс УВ ВВС — 9-А-622, заводская серия № 575) — четырёхствольный авиационный пулемёт калибра 7,62 мм, разработанный Конструкторским бюро приборостроения МОП. На вооружение принят в 1979 году, а производство начато на Ковровском механическом заводе тремя годами раньше.
Конструкторы: Е. Б. Глаголев, А. Г. Шипунов, В. П. Грязев.
Разработан для вооружения вертолёта Ми-24 по Постановлению Совета Министров СССР 1044—381 от 26 декабря 1968 года вместе с пулемётом ЯкБ.
В настоящее время применяется на вертолётах Ка-29 и в вертолётных гондолах ГУВ вместе с пулемётом ЯкБ.
В спаренном варианте пулемёты также устанавливаются на белорусский роботизированный огневой комплекс РОК «Берсерк», предназначенный для уничтожения малоразмерных беспилотных летательных аппаратов и живой силы противника на дальности до 1000 метров.